# دانيال بي. كينغ
دانيال بي. كينغ هو محامي وسياسي أمريكي، ولد في 8 يناير 1801 في بيبودي في الولايات المتحدة، وتوفي بنفس المكان في 25 يوليو 1850. نشط حزبياً في حزب اليمين. وقد انتخب عضو مجلس نواب ماساتشوستس ‏ وانتخب عضو مجلس النواب الأمريكي ‏.